# Chemin de fer de Dakar au Niger
La ligne de chemin de fer de Dakar au Niger, ou chemin de fer Dakar-Niger, relie Dakar, au Sénégal, à Koulikoro, au Mali. Elle dessert de nombreuses villes du Sénégal (Thiès) et du Mali (Kayes, Kita, Kati, Bamako). La ligne couvre un parcours de 1 287 km dont 641 km au Mali.

## Construction

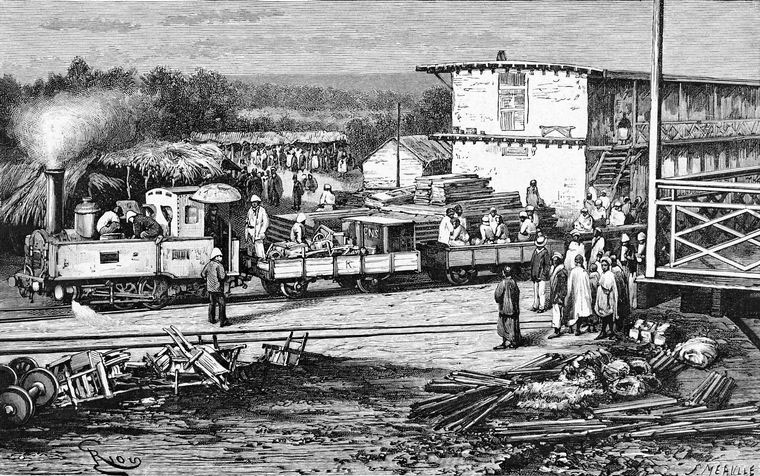
La gare de Kayes en 1889…

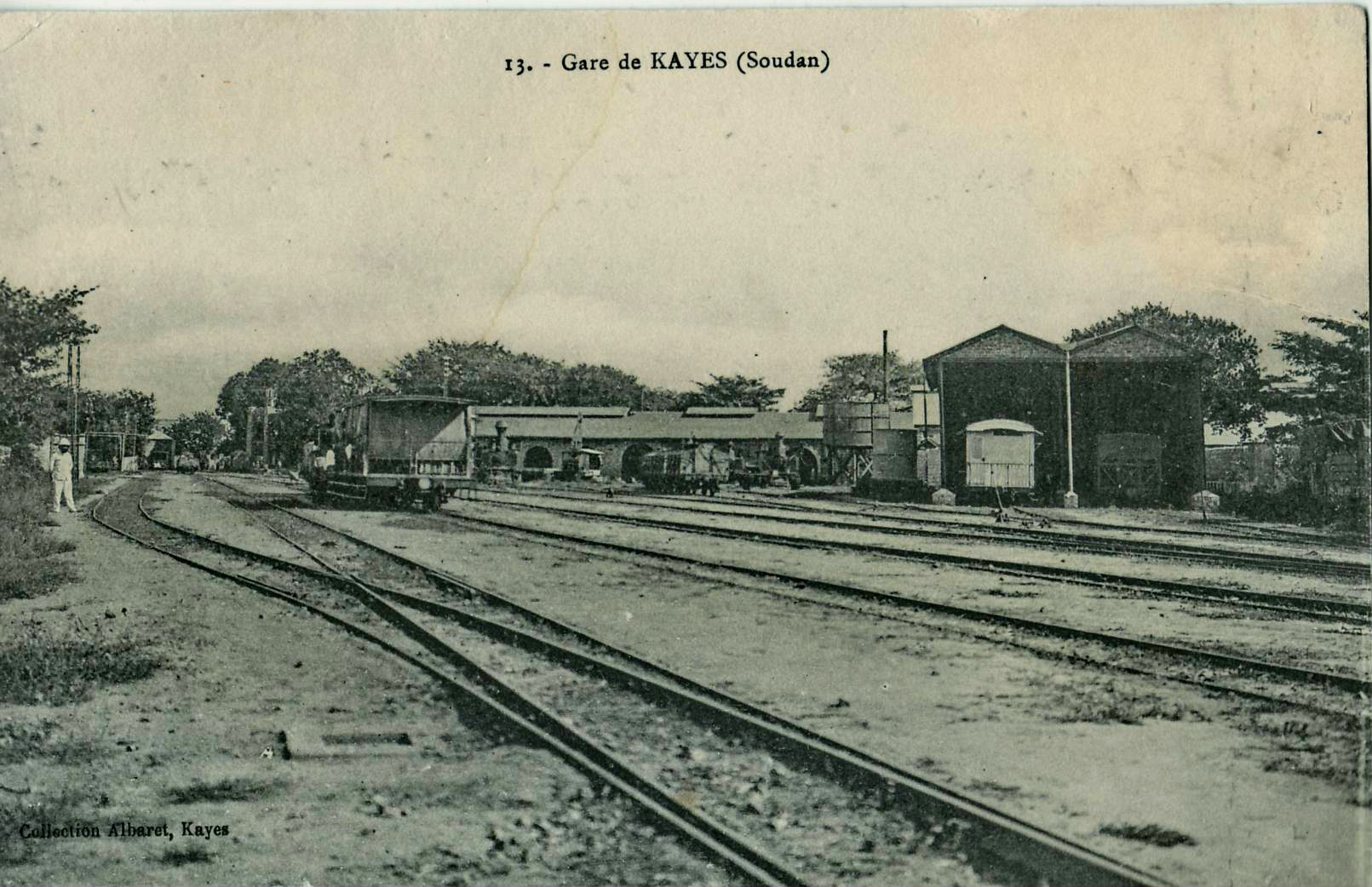
… et au début du XXe siècle

Le projet de construction de la ligne de chemin de fer Dakar-Niger est élaboré à la fin du XIXe siècle par le général Joseph Gallieni, commandant du Soudan français. L’objectif était de relier le fleuve Niger et le port de Dakar afin de permettre l’acheminement des matières premières vers la métropole.
La ligne est construite au début du XXe siècle : le tronçon Kayes-Koulikoro est inauguré en 1904, construit essentiellement par l’armée. Le tronçon Thiès-Kayes est construit de 1907 à 1924.
Des tronçons sont construits entre 1907 et 1924 pour desservir les villes de Kaolack, Linguère et Touba.
Le tracé est revu à partir de 1930, révision achevée dans les années 1950 : les rampes notamment sont adoucies.
L'économie de l'Afrique-Occidentale française est en grande partie liée au secteur agricole, au sein duquel la culture de l'arachide joue un rôle croissant à partir des années 1920, puis des années 1930, et profite de la construction de la ligne de chemin de fer, puis un peu plus tard de son cours très élevé à l'époque de la Seconde Guerre mondiale.

## Parcours
À Guinguinéo, un embranchement de 22 km dessert la ville de Kaolack. Un viaduc de 200 m franchit la Falémé.
En 1952, le trajet Bamako-Dakar se faisait en 27 heures à une moyenne de 45 km/h.

### Liste des principales gares
- Gare de Dakar
- Gare de Diamniadio
- Gare de Thiès
- Gare de Tambacounda
- Gare de Kayes
- Toukoto
- Gare de Kita
- Gare de Kati
- Gare de Bamako
- Gare de Koulikoro

## Trafic
En 1933, le DN transportait 650 000 voyageurs par an. En 1938, ce chiffre est passé à 2 650 000. Après une baisse pendant la Seconde Guerre mondiale, le trafic de 2 500 000 voyageurs par an est de nouveau atteint en 1951.
Le trafic marchandises était de 666 000 tonnes en 1938, 698 000 tonnes en 1950 et 831 000 en 1951. La marchandise traditionnelle était l’arachide, chargée surtout à Meckhe, Bambey et Mbacké (11000, 9600 et 16400 tonnes). Le DN exportait également du karité, maïs et manioc, mil, le sisal, gomme arabique, bétail (bovins et ovins). L’essentiel du trafic se faisait, de la construction aux années 1950, de l’intérieur du pays vers Dakar, avec peu de fret de retour, comme le courrier.

## Différents concessionnaires
À l’indépendance du Mali et du Sénégal, après l’éclatement de la Fédération du Mali, l’ancienne Régie des Chemins de fer de l’Afrique de l’Ouest est scindée en deux compagnies distinctes, la Régie des Chemins de Fer du Mali (RCFM) et la Régie Sénégalaise. Un accord entre le Sénégal et le Mali en 1962 détermine l’exploitation commune de la ligne par les deux régies.
Les difficultés de gestion et le manque d’investissements entraînent une dégradation des infrastructures et du matériel roulant. Les retards sont nombreux.
En octobre 2003, le Sénégal et le Mali confient la gestion du réseau à un consortium franco-canadien, Transrail. Le capital de la société Transrail est réparti entre le repreneur canadien (51 %), les états sénégalais et malien (20 %), les salariés (9 %), et des investisseurs privés maliens et sénégalais.

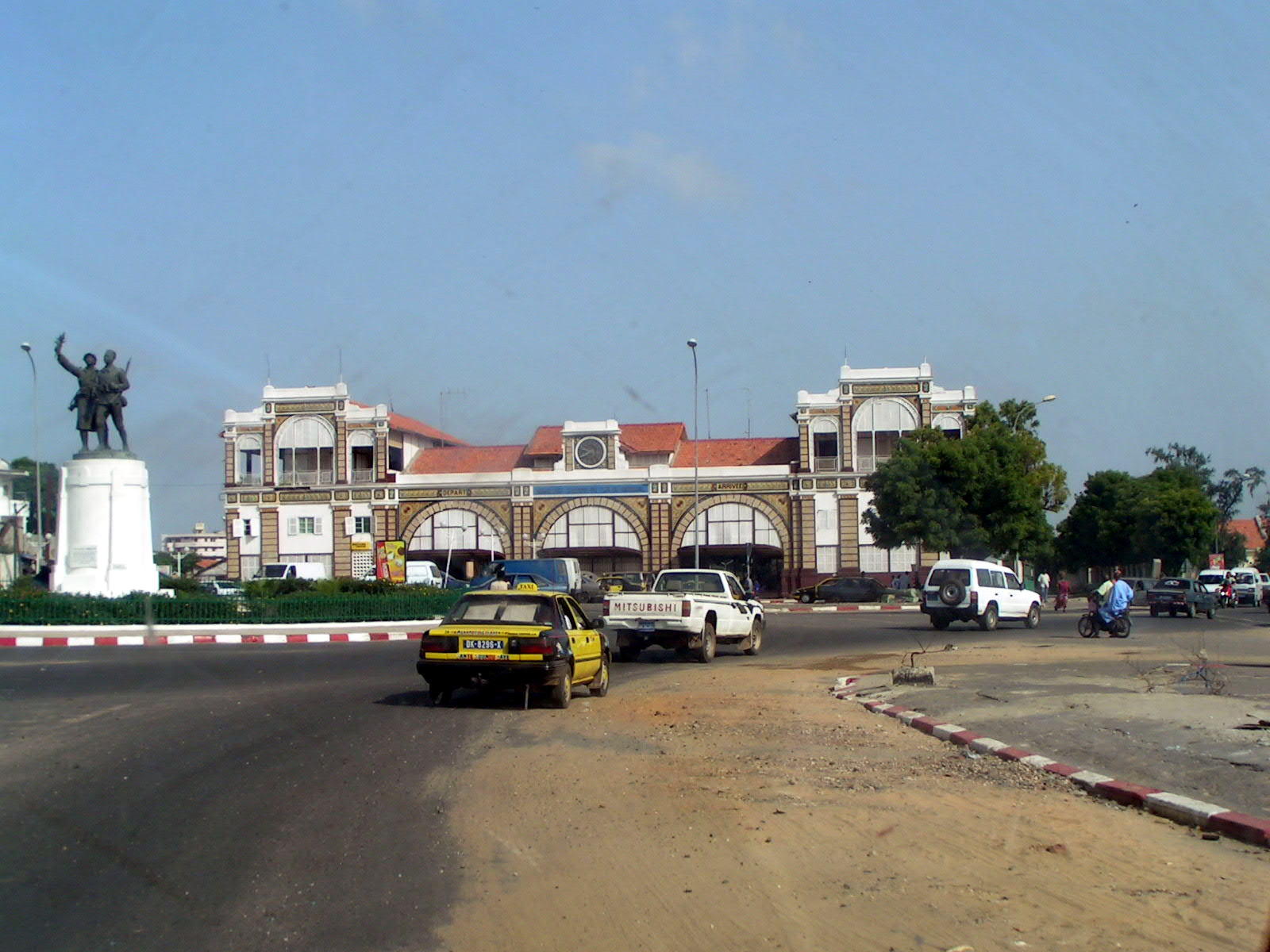
Gare de Dakar

Malgré l’obligation faite au consortium de maintenir un service voyageur déficitaire, Transrail entend se concentrer sur le transport de marchandises. De nombreuses gares (les deux tiers) ont été fermées et le nombre de liaisons réduit, entraînant des difficultés pour les localités très enclavées.

## Réhabilitation

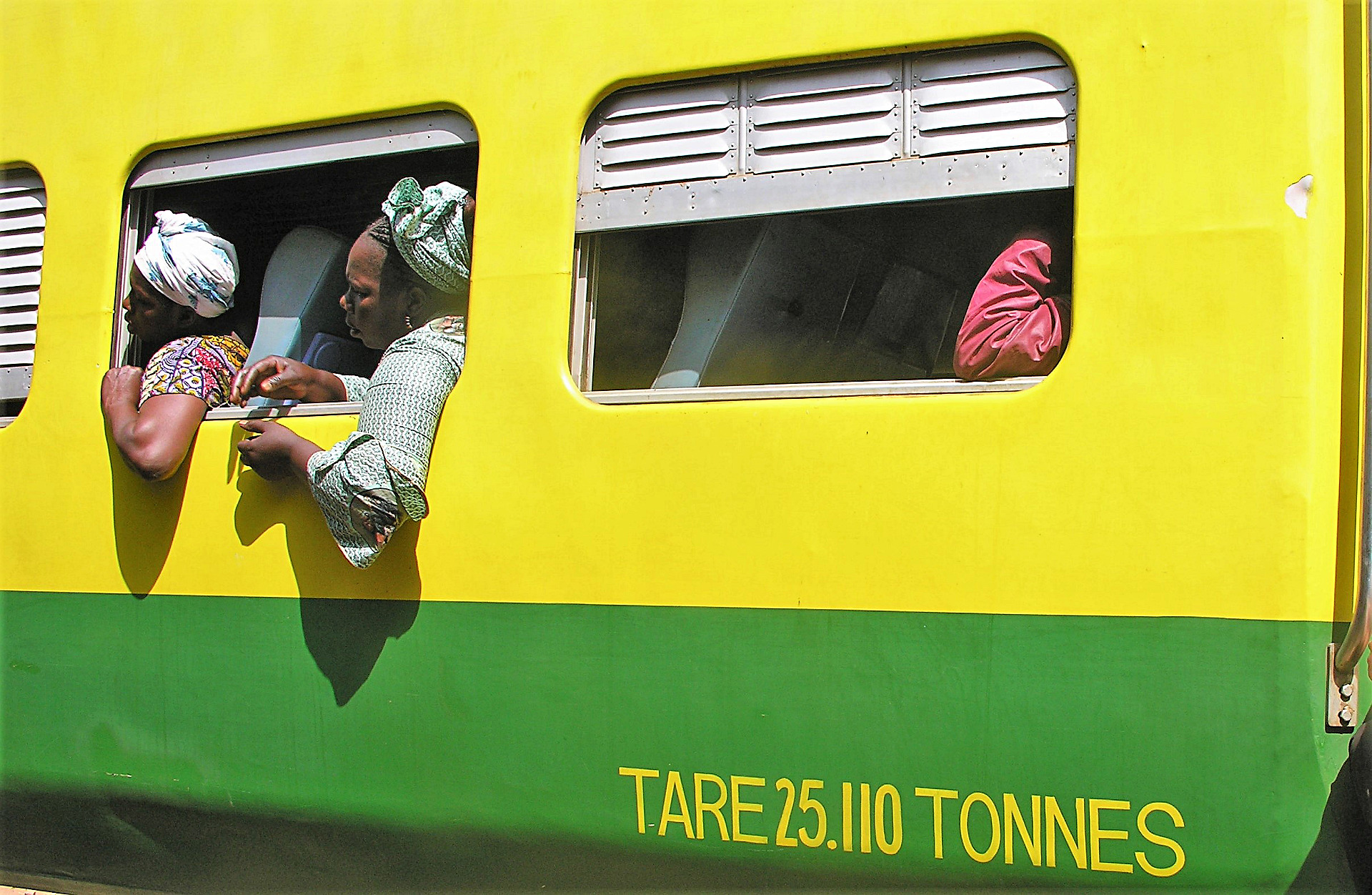
Train de voyageurs en gare de Kayes (2011).

En 2007, la ligne était très dégradée, ne permettant plus qu’une vitesse de 30 km/h entre Thiès et Guinguinéo et de 10 km/h entre Tambacounda et Kidira. Les déraillements étaient fréquents.
Une rénovation du tronçon malien, effectuée par la China Railway Construction, est à l'étude. Une nouvelle voie de chemin de fer d'écartement standard devrait être construite sur plus de 700 km, de la capitale malienne à la frontière sénégalaise pour remplacer le tronçon en écartement métrique qui reliait Thiès à Bamako.
En ce qui concerne le Sénégal, le président, Macky Sall, plaide pour la « réhabilitation urgente et intensive » des installations de chemin de fer du Sénégal, la modernisation globale du système de transport ferroviaire. Le gouvernement est chargé d'élaborer, en 2014, un programme de modernisation du transport ferroviaire.
En décembre 2015, un communiqué des gouvernements sénégalais et malien annonce la signature d'un accord avec la Chine pour la réhabilitation complète de la ligne Dakar-Bamako-Koulikoro.

## Grèves des cheminots

### De 1938
Une grève a lieu en 1938 et la répression de l'armée fait six morts le 27 septembre 1938,,.

### De 1947
En 1947, une grève des cheminots éclate et va durer plusieurs mois afin d’obtenir les mêmes droits que les cheminots français et une revalorisation de leur salaire. La grève dure du 11 octobre 1947 au 19 mars 1948 et aboutit à une augmentation des salaires de 20% malgré entre autres l'emprisonnement du leader syndical Ibrahima Sar et le licenciement de grévistes. L’écrivain sénégalais Ousmane Sembène relate cette grève dans son roman Les Bouts de bois de Dieu publié en 1960.

### Début duXXIesiècle
Pour protester contre la privatisation du Dakar-Niger, les cheminots ont lutté de 2003 à 2007

### Filmographie
- Les Bouts de bois de Dieu, d’Ousmane Sembène, 1960
- Samba Félix Ndiaye, Dakar-Bamako, film documentaire, 1992, 58'
- Vincent Munié, D'un train à l'autre, des Pyrénées au Sénégal, film documentaire diffusé sur France 3 le 19 août 2007 (« En 2006, au Sénégal, les passagers du train « express » Dakar-Niger voyagent comme ils le peuvent dans des voitures brinquebalantes, sur une voie quasiment en ruine. »)
- Dakar Terminus, documentaire de 38 min réalisé par Quentin Laurent en 2007, qui retrace et confronte l'histoire du marché malien de la gare de Dakar, lieu de vie pour nombre d'étrangers de la ville, et celle de l'Express, le train reliant Dakar à Bamako
- Olivier Langlois Les Pirogues des hautes terres, 2013, sur la grève de la régie des chemins de fer de l'AOF de 1947-1948.